# Như Cố
Như Cố là một xã thuộc huyện Chợ Mới, tỉnh Bắc Kạn, Việt Nam.

## Địa lý
Xã Như Cố có vị trí địa lý:
- Phía bắc giáp các xã Thanh Thịnh, Nông Hạ, Bình Văn
- Phía đông giáp xã Bình Văn và tỉnh Thái Nguyên
- Phía nam giáp xã Quảng Chu
- Phía tây giáp xã Thanh Thịnh và thị trấn Đồng Tâm.

Xã Như Cố có diện tích 45,07 km², dân số năm 2019 là 2.799 người, mật độ dân số đạt 62 người/km².
Địa bàn xã Như Cố có các con suối nhỏ tạo thành dòng suối Nhì Cà, một phụ lưu tả ngạn của sông Cầu. Tuyến đường 256 liên xã nối từ quốc lộ 3 tại xã Yên Đĩnh đến xã Yên Cư đi qua địa bàn xã Như Cố.

## Hành chính
Xã Như Cố được chia thành 11 xóm bản: Khuổi Chủ,Khuân Bang, Nà Tào, Nà Chào, Nà Ròong, Bản Quất, Bản Cầy, Khuổi Hóp, Nà Luống, Khuân Từng, Bản Nưa